# Она неуправляема
«Она неуправляема» (англ. She’s Out of Control) — американская независимая комедия Стэна Дрэготи 1989 года. В фильме приняли участие Тони Данца, Эми Доленц, Кэтрин Хикс, Уоллес Шон.

## Сюжет
Даг Симпсон — отец-одиночка, работающий менеджером на радиостанции. У него есть две дочери, старшей из которых Кэти исполняется 15 лет. В то время, когда Даг уезжает в командировку, Кэти, при помощи папиной подруги Дженет, меняет свой имидж. Она избавляется от брекетов, больших очков, начинает модно одеваться и использовать косметику. К моменту возвращения папы домой у неё уже много поклонников. Дага очень пугает такое неожиданное преображение его дочери. Он хочет, чтобы его дочь водилась с хорошим соседским мальчиком Ричардом, но Кэти на это отвечает, что знает того с детства и относится к нему как к брату.
Дженет видя, что Даг слишком сильно обеспокоен этой ситуацией, советует тому записаться на сеанс к психотерапевту. Доктор Фишбиндер даёт Дагу свою книгу, которая разъясняет, как совладать с дочерью-подростком. Доктор объясняет, что у девочки, росшей без матери, должен быть какой-то другой женский авторитет. По мнению Дага на эту роль подойдёт его подруга Дженет, которая хорошо ладит с его дочерьми. Доктор советует ему забрать Дженет жить к себе, но для этого Дагу придётся сделать ей предложение. Также доктор рекомендует ни в коем случае не ругаться с ухажёрами его дочери, даже если они ему не нравятся, а наоборот войти к ним в доверие и подружиться с ними.
Даг делает предложение Дженет и находит общий язык с другом дочери Джоуи, который похож на хулигана. Позже Даг узнаёт, что Кэти рассталась с Джоуи и ухажёр у неё уже новый. Во время знакомства с Тимоти, Даг обращает внимание, что тот слишком правильный. Его это настораживает, так как из книги доктора он знает, что такие ухажёры самые опасные. Доктор советует Дагу последить за ним. Позже действительно выясняется, что Тимоти не совсем тот за кого себя выдаёт. Этот парень встречается одновременно с несколькими девушками. Нормально обсудить эту ситуацию с дочерью отец не может, так как у них начинается конфликт, а впереди Дага ждёт серьёзное испытание — Кэти и Тимоти идут вместе на выпускной.
Поскольку Даг наконец решился сделать Дженет предложение, ему теперь нужно познакомиться с её родителями. Знакомство с ними он специально организует в ресторане, в котором будет проходить выпускной его дочери. На выпускном вечере, уединившись с Кэти, Тимоти начинает навязчиво к ней приставать. Папе приходится вмешаться, что для Кэти оказывается очень обидным. Самого же Дага удивляет доктор Фишбиндер, который, выступая на его радиостанции, рассказывает, что у него самого дочерей никогда не было. От подобного поворота Даг выходит из себя, ведь получается, что доктор учит тому, чего сам не знает. Даг отправляется на радиостанцию и прямо во время прямого эфира устраивает потасовку с Фишбиндером, во время которой выпадает из окна и повреждает шею. Кэти же не ночует дома и папе удаётся примириться с дочерью только на следующий день, перед её отлётом на экскурсию в Европу. В этом путешествии присматривать за Кэти назначен Ричард. Неожиданно ходить на свидания с мальчиками начинает младшая дочь Дага Бонни.

## В ролях
- Тони Данца — Даг Симпсон
- Эми Доленц — Кэти Симпсон
- Лаура Муни — Бонни Симпсон
- Кэтрин Хикс — Дженет Пирсон
- Уоллес Шон — доктор Фишбиндер
- Дерек МакГрат — Джефф Роббинс
- Лэнс Уилсон-Уайт — Ричард
- Дэна Эшбрук — Джоуи
- Мэттью Перри — Тимоти

## Рецензии
Фильм был плохо принят критиками. На сайте Rotten Tomatoes у него 11 % «свежести» на основе 19 рецензий. Кинокритик Роджер Эберт поставил фильму 0 звёзд из 4-х. По его мнению фильм оторван от жизни, а его создатели прибыли с другой планеты. Эберт посоветовал им посмотреть фильм «Скажи что-нибудь», который шёл в кинотеатрах одновременно с «Она неуправляема» и где были показаны здоровые отношения между отцом, дочерью и её парнем. Критики сошлись во мнении, что фильм состоит из одних клише и больше похож на расширенную версию серии какого-нибудь ситкома.